# Kalandjáték
A kalandjáték egy videójáték-műfaj. Elsősorban a játékos kreativitását és logikáját veszi igénybe. Egy történetet mesél el, amelynek főszereplőjét (egyes esetekben felváltva több szereplőjét) a játékos irányítja, emiatt szokás interaktív rajzfilmnek/filmnek is nevezni. A feladat általában egy rejtély megoldása, illetve szervezkedő gonosz erők legyőzése. Jellegzetes eleme tárgyak összegyűjtése és megfelelő célra való felhasználása.
Irányítása általában egérrel történik, erre a játékmódra használatos elnevezés a point and click. Ritkábban, de előfordulnak kizárólag billentyűzettel irányítható kalandjátékok is. A felhasználható tárgyaknál lehetőség van megvizsgálásra (ilyenkor az irányított szereplő fűz hozzá kommentárt) és felvételre, illetve használatra. A felvételt követően egy eszköztárba kerülnek, itt szintén megtekinthetők és felhasználhatók, valamint egyes esetekben egymással is kombinálhatók. Ha a játékos nem megfelelő célra akarja felhasználni a tárgyat, a szereplő a legtöbbször megszólal, akár annyit mondva, hogy Nem jó ötlet, Nem így gondoltam, Inkább ne!, akár vicces megjegyzést téve. A játék folyamán gyakran beszélgetni is kell más szereplőkkel az előrejutás céljából, a játéktól függően előre megírt mondatokból vagy a témára utaló ikonokból választva irányítható a társalgás.
Felépítésüket tekintve lehetnek lineáris történetvezetésűek, ebben az esetben a feladatok nagyrészt egyféle sorrendben hajthatók végre; sok játékban viszont lehetőség van arra, hogy különböző problémákat tetszőleges sorrendben, akár párhuzamosan építkezve oldjon meg a játékos. Mivel a játék teljesítése hosszú időt vesz igénybe, lehetőség van az aktuális állás mentésére is. Ez különösen hasznos akkor, ha a szereplő bizonyos szituációknál meghalhat, bár ez nem minden kalandjátékra jellemző.
A kalandjátékok aranykorszaka vitathatatlanul a '90-es évek közepéig tartott, olyan, mára már klasszikusnak számító játékokkal zárult a korszak, mint a Grim Fandango és a Monkey  Island 3 a LucasArts-tól, vagy a Blade Runner a Westwood-tól.
Az egyéb játékstílusokkal szemben 2000-2002 óta nyeri vissza a létjogosultságát, a Longest Journey és a Syberia sikerének köszönhetően. A hagyományos "pont and click" módszert elhagyva és teljesen újféle irányítást használva a Quantic Dreams Fahrenheitje 2005-ben megpróbálkozott a stílus reformjával, de a mai napig a hagyományos módszer a divatosabb. Többek között az Ankh sorozat, a Jack Keane, a Sam and Max Seasons, a Secret Files 1-2, a Simon The Sorcerer 4-5, a Vampyre Story, és az Abbey is megtartotta az egérrel való irányítást
Az egyes játékokat elsők között teljesítők készítenek úgynevezett végigjátszásokat, amelyek tartalmazzák a szükséges instrukciókat. Ezekbe azonban csak akkor érdemes beleolvasni, ha a játékosnak végképp nincs ötlete a továbbhaladásra, mert az ilyen típusú játékok izgalmát éppen a megoldás kitalálása adja.

## Ismertebb kalandjátékok
- Broken Sword
- Minecraft
- Jumurdzsák gyűrűje
- Monkey Island-sorozat
- Day of the Tentacle
- Blade Runner
- The Longest Journey
- Runaway
- Secret Files: Tunguska
- Syberia
- 3 Skulls of the Toltecs